# Masters de Hong Kong de snooker 2022
Le Masters de Hong Kong 2022 est un tournoi de snooker de catégorie non-classée comptant pour la saison 2022-2023. Elle est organisée par la WPBSA et le Hong Kong Billiards and Snooker Control Council (HKBSCC). L'épreuve se déroule du 6 au 9 octobre 2022 au Hong Kong Coliseum de Hong Kong, qui a une capacité de 10 000 spectateurs.

## Déroulement

### Contexte avant le tournoi
Huit joueurs sont invités par les organisateurs du tournoi. Il s'agit des deux meilleurs joueurs de Hong Kong, Marco Fu et Ng On-yee, ainsi que des six joueurs les mieux placés au classement mondial.
Le tenant du titre est l'Australien Neil Robertson qui avait dominé Ronnie O'Sullivan sur le score de 6 manches à 3 en finale, lors de la dernière édition tenue en 2017.

### Faits marquants
Zhao Xintong est testé positif au COVID-19 et il a été remplacé par Mark Williams, le Gallois ayant effectué le long déplacement de justesse pour participer à son match.
Le champion national Marco Fu est porté par le soutien du public et atteint la finale en sortant deux quadruples champion du monde, Mark Selby et John Higgins. Il réussit notamment l'exploit de réaliser un break maximum en manche décisive face à l'Écossais.
Ronnie O'Sullivan ajoute un nouveau tournoi à son palmarès en remportant les Masters de Hong Kong 2022 face à Marco Fu, sur le score de 6 manches à 4.

## Joueurs invités
Huit joueurs sont invités à disputer cette compétition :
- Ronnie O'Sullivan, actuel no 1 mondial
- Judd Trump, actuel no 2 mondial
- Mark Selby, actuel no 3 mondial
- Neil Robertson, tenant du titre et actuel no 4 mondial
- John Higgins, actuel no 5 mondial
- Zhao Xintong, actuel no 6 mondial
- Mark Williams, actuel no 7 mondial
- Marco Fu
- Ng On-yee

## Dotation
Répartition des prix :
- Vainqueur : 100 000 £
- Finaliste : 45 000 £
- Demi-finalistes : 35 000 £
- Quart de finalistes : 22 500 £
- Meilleur break : 10 000 £

Dotation totale : 315 000 £

## Tableau
|  | Quarts de finale au meilleur des 9 manches | Quarts de finale au meilleur des 9 manches | Quarts de finale au meilleur des 9 manches |          |                   | Demi-finales au meilleur des 11 manches | Demi-finales au meilleur des 11 manches | Demi-finales au meilleur des 11 manches |  |  | Finale au meilleur des 11 manches | Finale au meilleur des 11 manches | Finale au meilleur des 11 manches |
|  |                                            |                                            |                                            |          |                   |                                         |                                         |                                         |  |  |                                   |                                   |                                   |
|  |                                            | Ronnie O'Sullivan                          | 5                                          |          |                   |                                         |                                         |                                         |  |  |                                   |                                   |                                   |
|  |                                            | Ng On-yee                                  | 0                                          |          |                   |                                         |                                         |                                         |  |  |                                   |                                   |                                   |
|  |                                            | Ng On-yee                                  | 0                                          |          | Ronnie O'Sullivan | 6                                       |                                         |                                         |  |  |                                   |                                   |                                   |
|  |                                            |                                            |                                            |          | Ronnie O'Sullivan | 6                                       |                                         |                                         |  |  |                                   |                                   |                                   |
|  |                                            |                                            | Neil Robertson                             | 4        |                   |                                         |                                         |                                         |  |  |                                   |                                   |                                   |
|  |                                            | Neil Robertson                             | Neil Robertson                             | 4        | 5                 |                                         |                                         |                                         |  |  |                                   |                                   |                                   |
|  |                                            | Neil Robertson                             |                                            |          | 5                 |                                         |                                         |                                         |  |  |                                   |                                   |                                   |
|  |                                            | Mark Williams                              | 3                                          |          |                   |                                         |                                         |                                         |  |  |                                   |                                   |                                   |
|  |                                            |                                            |                                            |          |                   |                                         |                                         |                                         |  |  |                                   | Ronnie O'Sullivan                 | 6                                 |
|  |                                            |                                            |                                            | Marco Fu | 4                 |                                         |                                         |                                         |  |  |                                   |                                   |                                   |
|  |                                            | Mark Selby                                 | 2                                          |          |                   |                                         |                                         |                                         |  |  |                                   |                                   |                                   |
|  |                                            | Marco Fu                                   | 5                                          |          |                   |                                         |                                         |                                         |  |  |                                   |                                   |                                   |
|  |                                            | Marco Fu                                   | 5                                          |          | Marco Fu          | 6                                       |                                         |                                         |  |  |                                   |                                   |                                   |
|  |                                            |                                            |                                            |          | Marco Fu          | 6                                       |                                         |                                         |  |  |                                   |                                   |                                   |
|  |                                            |                                            | John Higgins                               | 5        |                   |                                         |                                         |                                         |  |  |                                   |                                   |                                   |
|  |                                            | Judd Trump                                 | John Higgins                               | 5        | 4                 |                                         |                                         |                                         |  |  |                                   |                                   |                                   |
|  |                                            | Judd Trump                                 |                                            |          | 4                 |                                         |                                         |                                         |  |  |                                   |                                   |                                   |
|  |                                            | John Higgins                               | 5                                          |          |                   |                                         |                                         |                                         |  |  |                                   |                                   |                                   |

## Finale
| Finale au meilleur des 11 manches Arbitre : Jerry Chan  |                          |                    |
| Ronnie O'Sullivan Angleterre                            | 6 - 4 ( - )              | Marco Fu Hong Kong |
| 2 114                                                   | Centuries Meilleur break | 0 98               |
| Ronnie O'Sullivan remporte le Masters de Hong Kong 2022 |                          |                    |

## Centuries
- 147  Marco Fu
- 140, 135, 105, 105, 100  Neil Robertson
- 136, 120  Judd Trump
- 133  Mark Williams
- 114, 105, 105, 104, 100  Ronnie O'Sullivan
- 112  Mark Selby
- 105, 105, 102  John Higgins